# نادي سكا (روستوف على نهر الدون)
نادي سكا (بالروسية: СКА) هو نادي كرة قدم روسي، من مدينة روستوف نا دون تأسس في سنة 1937 ويتنافس حالياً في دوري المحترفين الروسي لكرة القدم ثالث أعلى الدوريات في روسيا، أبرز إنجازات النادي هو فوزه بالمركز الثاني في الدوري السوفيتي الممتاز لكرة القدم في سنة 1966، كما فاز بكأس الاتحاد السوفيتي لكرة القدم في سنة 1981.